# Paul Sollier
Paul Sollier (* 31. August 1861 in Bléré, Département Indre-et-Loire; † 8. Juni 1933 in Paris) war ein französischer Neurologe und Psychologe. Er arbeitete zu neurologischen Syndromen, zur Hysterie, zur Erinnerung, über Emotionen und zum Idiotismus. Während seine wissenschaftlichen Arbeiten zum großen Teil in Vergessenheit geraten sind, ist er heute vor allem als behandelnder Arzt des Schriftstellers Marcel Proust (1871–1922) bekannt.

## Leben
Sollier studierte Medizin bei Désiré-Magloire Bourneville am Bicêtre und Jean-Martin Charcot am Hôpital Salpêtrière. Er galt neben Joseph Babinski als Charcots begabtester Schüler. 1890 promovierte Sollier mit einer Arbeit zur Psychologie des Schwachsinns (Psychologie de l’idiot et de l’imbéciler; dt. 1891: Der Idiot und der Imbecille). 1897 wurde er an das Sanatorium von Boulogne-Billancourt berufen. Ein Jahr später begann er regelmäßige Vorlesungen an der Université nouvelle de Bruxelles zu halten. Im Ersten Weltkrieg, von 1914 bis 1917, leitete er ein militärisches Zentrum für Neurologie in Lyon.
Marcel Proust begab sich am 6. Dezember 1905 auf Empfehlung seines Arztes Édouard Brissaud für sechs Wochen zur Behandlung seiner „Neurasthenie“ nach Boulogne-Billancourt. Sollier therapierte ihn dort mit Isolation und „unwillkürlichen Erinnerungen“. Zum Thema „Erinnerung“ hatte Sollier 1892 bereits Les Troubles de la Mémoire und 1900 Le Problème de la Mémoire veröffentlicht. Vor allem in dem letzteren Werk analysierte er ausführlich das Phänomen der „unwillkürlichen Erinnerungen“, die er zu einem Therapieansatz ausarbeitete. Während Proust später wenig und dabei nichts Gutes über seine Therapie berichtete, ist der Einfluss Solliers auf Prousts Roman Auf der Suche nach der verlorenen Zeit in jüngster Zeit hervorgehoben worden.

## Werke
- Hygiène. Paris. Bureaux du Progrès médical, 1889. 164 p.
- Du rôle de l’hérédité dans l’alcoolisme. Paris. Bureaux du Progrès médical, 1889. 214 p.
- Psychologie de l’idiot et de l’imbécile. Paris. F. Alcan, 1891. 276 p.
- Les troubles de la mémoire. Paris. J. Rueff, 1892. 262 p.
- Guide pratique des maladies mentales : séméiologie, pronostic, indications. Paris . Masson, 1893. 511 p.
- Genèse et nature de l’hystérie : recherches cliniques et expérimentales de psycho-physiologie . Paris: F. Alcan, 1897. 2 vol.
- Le problème de la mémoire : essai de psycho-mécanique. Leçons faites à l’Université nouvelle de Bruxelles, 1898–99. Paris. F. Alcan, 1900. 218 p.
- Les phénomènes d’autoscopie. Paris, F. Alcan, 1903. 175 p.
- Le mécanisme des émotions . Leçons faites à l’université nouvelle de Bruxelles en 1903. Paris. F.Alcan.1905. 302 p.
- Essai critique et théorique sur l’association en psychologie: leçons faites à l’Université nouvelle de Bruxelles, 1905. Paris. F. Alcan. 1907. 187 p.
- Le doute. Leçons faites à l’Université Nouvelle de Bruxelles, 1908. Paris. F. Alcan, 1909. 407 p.
- Morale et moralité: essai sur l’intuition morale. Leçons faites à l’Université nouvelle de Bruxelles, 1911. Paris. F. Alcan. 1912. 203 p.
- & al. Traité clinique de neurologie de guerre. Paris: Félix Alcan, 1918. 830 p.
- & Paul Courbon (Hg.). Pratique sémiologique des maladies mentales : guide l’étudiant et du praticien.: Paris. Masson et cie. 1924. 457 p.
- La répression mentale. Leçons professées à l’Institut des hautes études de Belgique. Paris. F. Alcan, 1930. 218 p.
- & José Drabs. La psychotechnique; introduction à une technique du facteur humain dans le travail. Bruxelles: Comité central industriel de Belgique. Paris. F. Alcan, 1935. 189 p.